# El Menia
El Menia ou El Ménéa (anciennement El-Goléa) (en arabe : المنيعة, en tamazight: Tewrirt) est une commune de la wilaya d'El Meniaa en Algérie située à 267 km au sud-ouest de Ghardaïa.

## Géographie

### Situation
El Menia est une commune de la wilaya d'El Meniaa en Algérie située à 267 km au sud-ouest de Ghardaïa.
La superficie de la commune est de 27 000 km2.
Elle est distante de 270 km de Ghardaïa, de 410 km d'In Salah et de 360 km de Timimoun, son site est situé sur un piton rocheux de l'extrémité orientale du Grand Erg occidental.
| Brezina (Wilaya d'El Bayadh) | Hassi Fehal |                                    |
| Tinerkouk (Wilaya d'Adrar    | El Menia    | Hassi Messaoud (Wilaya de Ouargla) |
|                              | Hassi Gara  |                                    |

### Localités de la commune
En 1984, la commune d'El-Meniaa est constituée à partir des localités suivantes :
- Centre-ville
- Taghit
- Belbachir
- Hoffrat El Abbas
- Vieux Ksar
- Badriane
- Belaïd
- Zouitel
- Ouled Zid
- Tin Bouzid
- Ksar Belkacem
- Ouled Feradj

### Toponymie

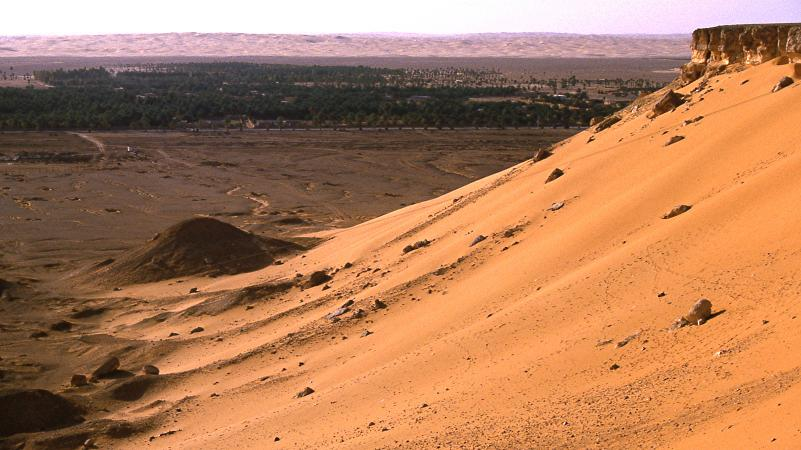
Vue sur la commue, la palmeraie et le début des dunes.

Le nom du village منيعة (manīʿa) signifie imprenable, inattaquable, inviolable.
El Goléa était le nom donné à la ville avant l'indépendance de l'Algérie. Elle a conservé ce nom dans les premières décennies de l'indépendance. El Goléa est la déformation du nom El-Kalaa, un mot arabe qui signifie la « forteresse ».
En tamazight, elle était appelée Taourirt qui veut dire colline, par référence au site du ksar.

### Transports
El Menia est desservie par l'aéroport d'El Goléa situé à 1,5 km au sud-ouest de la ville. La ville est traversée par la route nationale 1 qui relie Alger à Tamanrasset.

### Climat
El Menia a un climat désertique chaud, avec des étés longs et extrêmement chauds et des hivers courts et chauds. Il y a très peu de pluie tout au long de l'année et les étés sont particulièrement secs.
| Mois                                  | jan.      | fév.      | mars      | avril     | mai     | juin    | jui.      | août    | sep.    | oct.      | nov.    | déc.      | année     |
| ------------------------------------- | --------- | --------- | --------- | --------- | ------- | ------- | --------- | ------- | ------- | --------- | ------- | --------- | --------- |
| Température minimale moyenne (°C)     | 2,9       | 5,2       | 9,2       | 13,6      | 18,5    | 23,5    | 26,1      | 25,5    | 22,1    | 16,1      | 8,7     | 4,1       | 14,7      |
| Température moyenne (°C)              | 10        | 12,8      | 16,8      | 21,3      | 26,2    | 31,5    | 34        | 33,5    | 29,4    | 23,3      | 15,8    | 11,2      | 22,2      |
| Température maximale moyenne (°C)     | 17        | 20,3      | 24,4      | 28,9      | 33,9    | 39,4    | 41,9      | 41,4    | 36,7    | 30,4      | 22,9    | 18,2      | 29,6      |
| Record de chaleur (°C) date du record | 27,6 2010 | 36,6 2010 | 38,6 2001 | 43,4 1895 | 45 1893 | 49 1930 | 50,1 1895 | 49 1895 | 48 1931 | 42,2 1892 | 39 2016 | 33,6 1981 | 50,1 1895 |
| Humidité relative (%)                 | 4,8       | 1,3       | 7,2       | 1,6       | 4,7     | 0,3     | 0,2       | 0,4     | 4,3     | 4,9       | 4       | 2,3       | 36,2      |

## Histoire

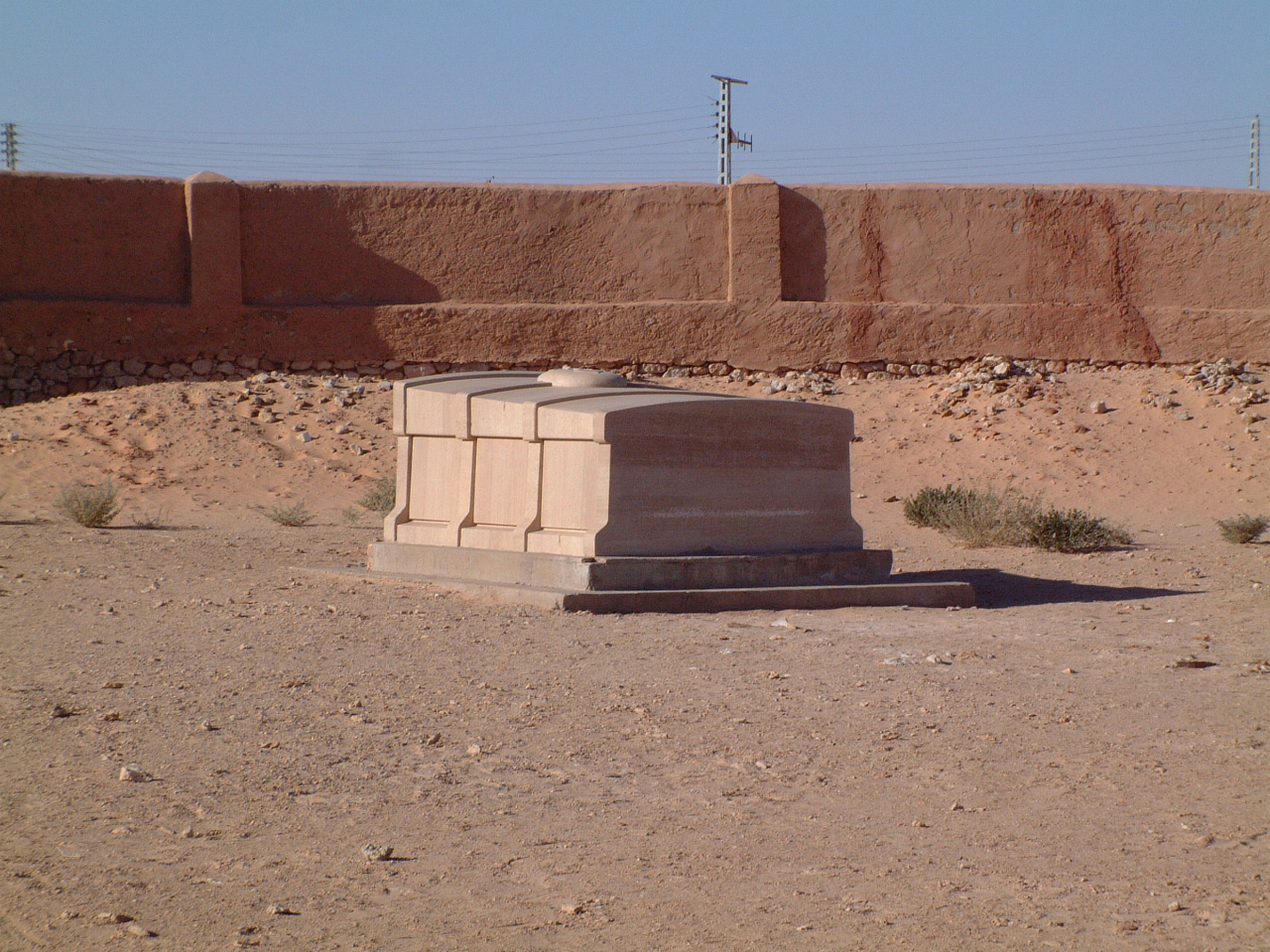
La tombe de Charles de Foucauld à El Menia.

Le vieux ksar d'El Menia a été construit au Xe siècle par les Berbères Zénètes venus de la région de Gourara. Des commerçants ibadites ont également habité le ksar, et enfin les Châamba Lemmadhi l'ont occupé du XVIe siècle jusqu'à la conquête française.
Selon la légende, une femme berbère, Mebarka Bent El Khas, avait été nommée reine du ksar. Dans le passé, ce ksar constituait un relais commercial pour les tribus dans le Sahara. Le ksar a été abandonné dès avant la guerre d'indépendance algérienne.
En 2015, elle a été érigée en chef-lieu de wilaya déléguée. En 2019, le gouvernement a annoncé la promotion des wilayas déléguées du Sud, en dix nouvelles wilayas.

## Démographie
Selon le recensement général de la population et de l'habitat de 2008, la population de la commune est évaluée à 40 195 habitants contre 28 848 en 1998.

## Économie
La palmeraie produit des dattes de deglet nour, des abricots, des pêches, des pruniers, des cerises, des figues, des oranges, des mandarines et des citrons.
La marque des eaux minérales El-Goléa y tient sa source et son usine d'embouteillage.
El Menia est un centre artisanal actif de tapisserie.

## Patrimoine
Le ksar d'El Menia est classé patrimoine national depuis 1995, il est bâti sur une colline de forme pyramidale qui domine toute la palmeraie. Il se compose de trois parties ; la première partie se trouve au pied de la colline ; elle est destinée aux caravanes de passage et aux visiteurs. La seconde partie, aussi appelée Casbah, est la plus importante, elle était occupée par une grande majorité de la population. Les tours de contrôle se dressent sur une hauteur qui domine les vallées.
El Menia abrite l'église Saint-Joseph et la tombe de Charles de Foucauld, et de nombreuses koubbas et de roses des sables.
La commune possède également un gisement préhistorique.

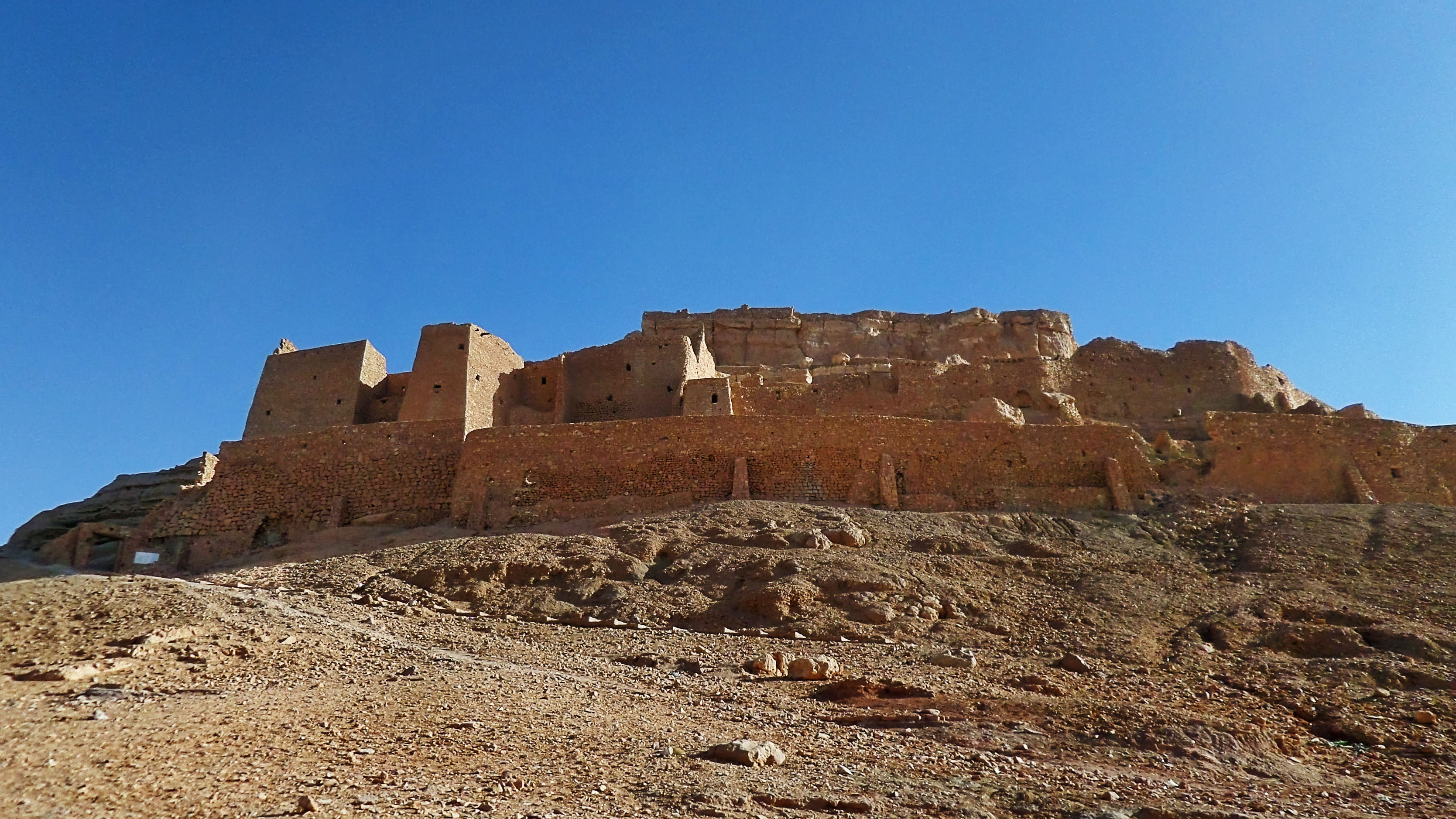
Le vieux ksar.
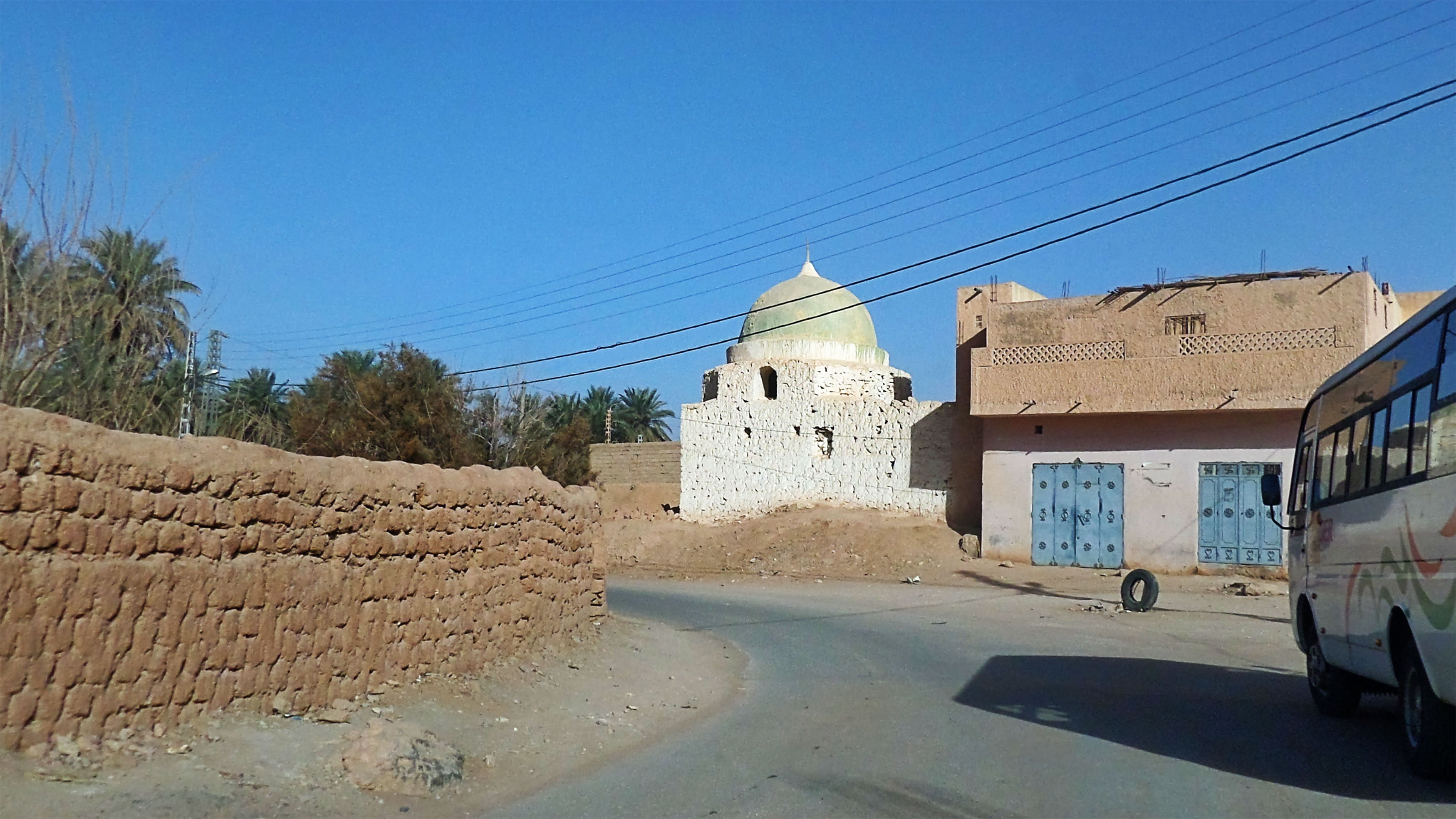
Une koubba dans la commune.
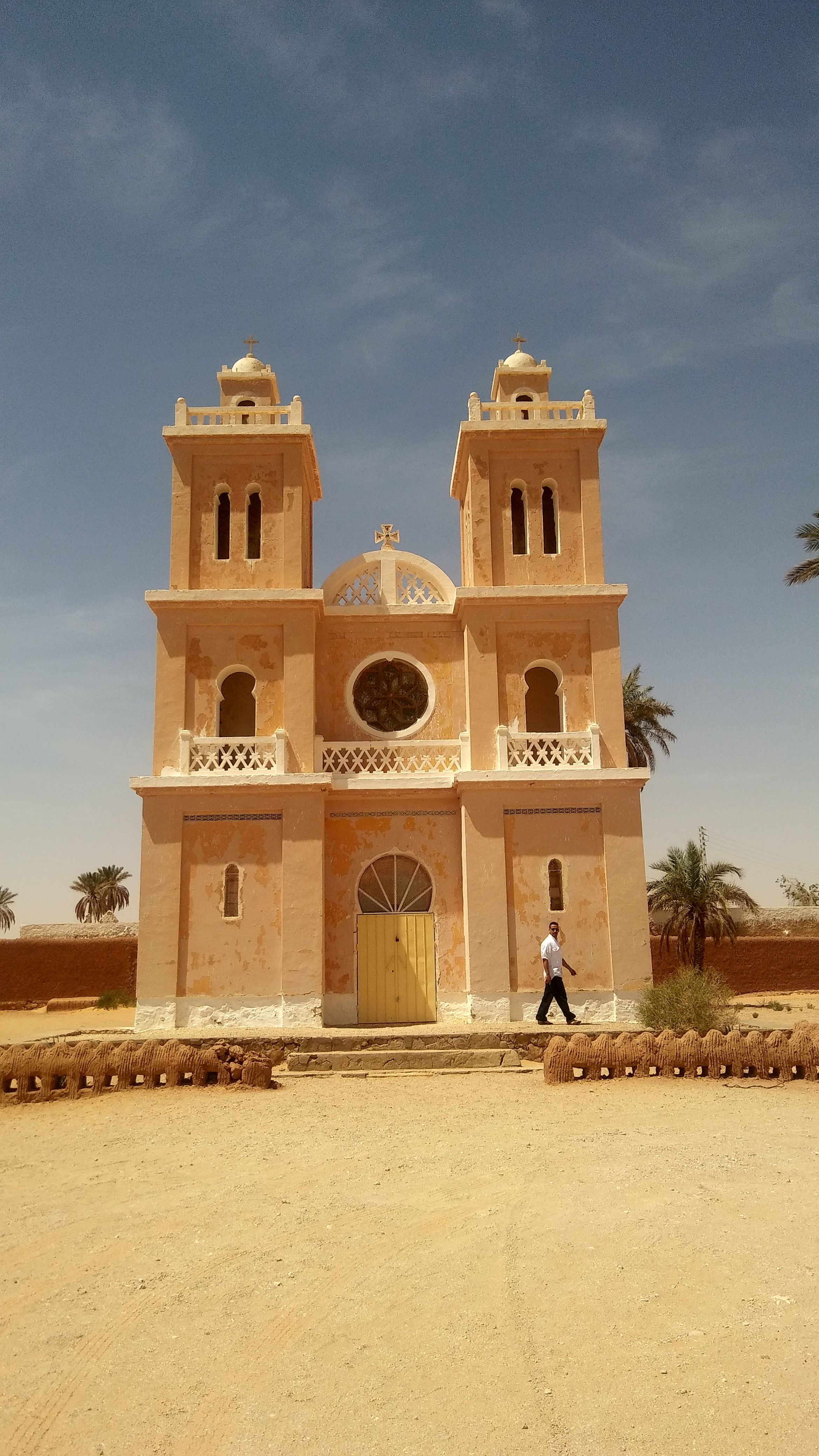
Église Saint-Joseph
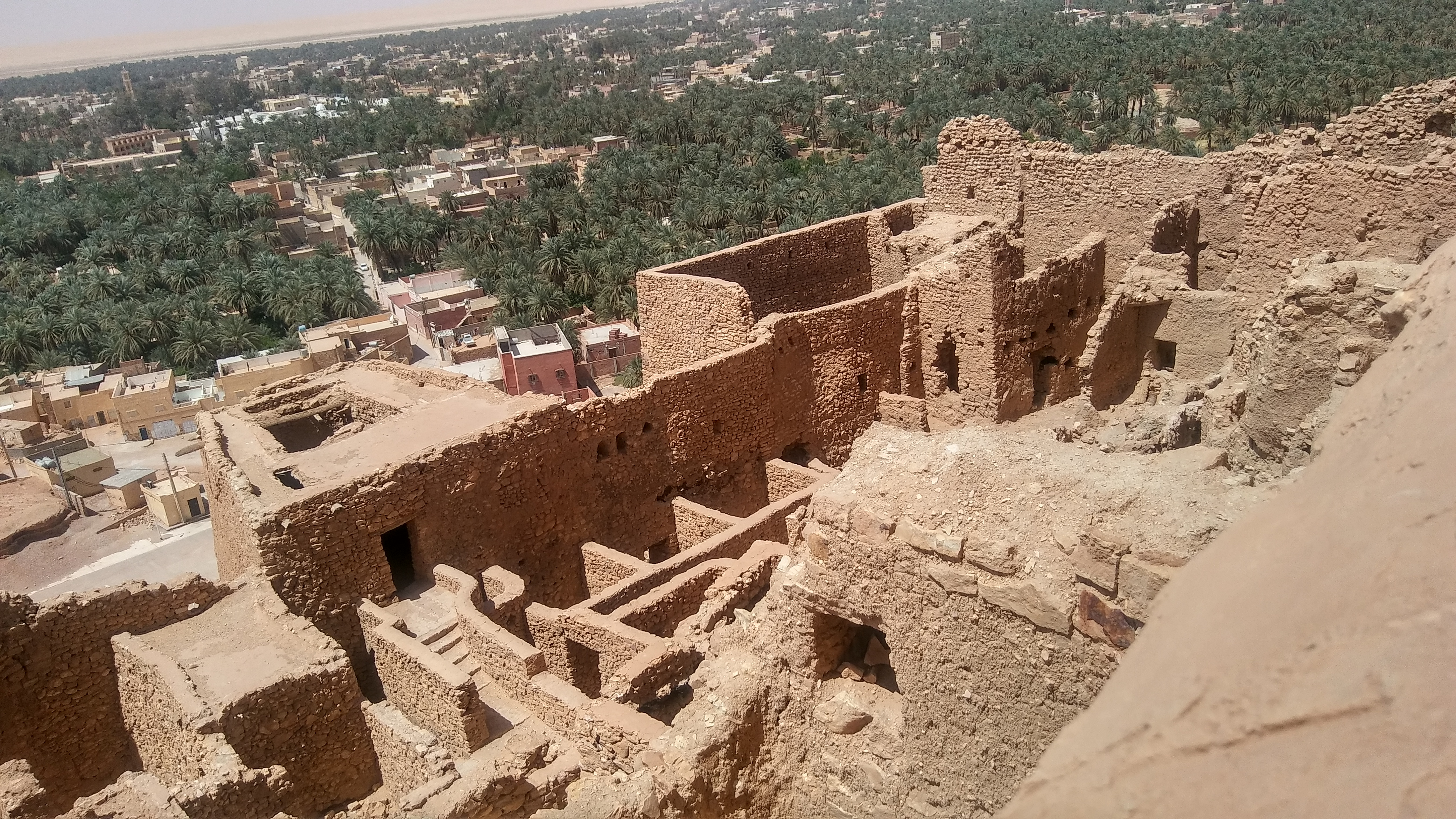
Ruines du vieux ksar.

## Personnalités liées à El Menia
- Zergat Hadda, femme d'affaires algérienne, propriétaire de la marque des eaux minérales (El-Goléa) y est née en 1951.
- Charles de Foucauld, père missionnaire, mort en 1916 et d'abord enterré à Tamanrasset. Sa dépouille a été transportée à El Goléa en 1948. Il repose au petit cimetière chrétien de Saint-Joseph, à côté d'une grande église surnommée la 'Cathédrale du désert'. Il dessina aussi cette oasis, comme on peut le voir dans sa Vue d'El-Goléa (10 novembre 1885), conservé à la Bibliothèque nationale de France.
- Jean Dubuffet, peintre de l'art brut, y a séjourné à trois reprises entre 1947 et 1949 car il était intéressé par l'art berbère[13].
- François Augiéras, écrivain, y séjourne en 1948 auprès de son oncle Marcel Augiéras, militaire colonial en retraite. Il s’inspire de ce séjour pour écrire Le Vieillard et l'Enfant, qui sera publié aux Éditions de Minuit, en 1954, sous le pseudonyme d'Abdallah Chaamba. El Goléa forme le cadre de ce roman à caractère initiatique.
- Nasreddine Degga, artiste, humoriste et imitateur y est né en 1961.
- Le père de Yacine Brahimi est issu de cette localité.